# 구수왕
구수왕(仇首王, ? ~ 234년, 재위: 214년 ~ 234년)은 백제의 제6대 국왕이다. 귀수왕(貴須王)이라고도 부른다. 구수왕은 키가 7척(尺)이고 풍채가 뛰어났다고 한다.
그의 뒤를 이은 사반왕은 나이가 어리다는 이유로 고이왕에게 폐위를 당했다. 또한 그가 죽은 뒤 70년 후에 즉위하여 40년간 재직한데다가 삼국사기 내에서도 생구 출신이라는 설이 전하는 비류왕과의 관계에 대해서도 논란이 있다.
구수(仇首)라는 이름은 우두머리(渠首)를 뜻하며 길지(吉支), 개차(皆次) 등과 같은 의미라는 견해가 있다.

## 생애
《삼국사기》의 기록에 따르면, 초고왕부터 고이왕까지 말갈·신라 등과 크고 작은 전투를 치렀으나, 대부분 백제의 패배로 끝났다고 한다. 또, 재위 말에는 혹심한 가뭄이나 기근 등의 재난이 겹치기도 했다. 
216년 음력 8월에 말갈이 적현성을 침범하였으나 성주가 굳게 지켜 물러가게 했고, 왕이 기병 8백명을 이끌고 적을 추격했으나 사도성 근처에서 멈추었다. 217년 음력 2월에 사도성 옆에 두 개의 목책을 설치하였는데, 동서로 서로 떨어진 거리가 10리였다. 적현성의 군졸을 나누어 보내 지키게 하였다. 218년 왕이 군사를 보내어 신라의 장산성(獐山城)을 포위하자 신라 내해 이사금이 몸소 군사를 거느리고 와서 공격하여 백제군이 크게 패하였다.
234년 구수왕이 죽은 후, 아들 사반왕이 왕위를 계승했으나 어려서 정치를 할 수 없기 때문에, 초고왕의 아우인 고이왕이 즉위하였다고 한다. 그러나 고이왕이 초고왕의 아우라 하는 것은 연대상으로 모순되기 때문에 고이왕은 구수왕과는 온조계 왕실 내의 서로 다른 출신으로 추정되고 있다. 
또한 구수왕의 차남으로 지목되는 비류왕은 삼국사기에 의하면 그는 구수왕의 아들이자 사반왕의 동생이다. 또, 평민으로 살면서 명성을 얻었다고도 한다. 비류왕과 비류왕의 형 사반왕 사이에는 70년 이상의 연대 차이가 나므로 형제 여부에 관하여 이견이 있다. 《삼국사기》에서 아버지로 지목하는 구수왕과 형으로 지목한 사반왕이 죽은 뒤 70년만에 즉위하여 40년을 통치한다. 또한 《삼국사기》에서는 비류왕을 구수왕의 아들이자 사반왕의 동생이라 기술하고도 같은 조의 다른 줄에는 생구로 살면서 명성을 얻었다는 구절이 나타난다.

## 가계
- 부왕 : 초고
  - 정비 : ?
  - 차비 : ?
    - 아들 : 사반
    - 아들 또는 후손 : 비류
    - 아들 또는 후손 : 우복(優福)

## 같이 보기
- 내해 이사금 (184년 - 230년)
- 조분 이사금 (230년 - 247년)
- 산상왕 (197년 - 227년)
- 동천왕 (227년 - 248년)
- 거등왕 (199년~253년)
- 진구황후 (200년~270년)